# Kay Ray

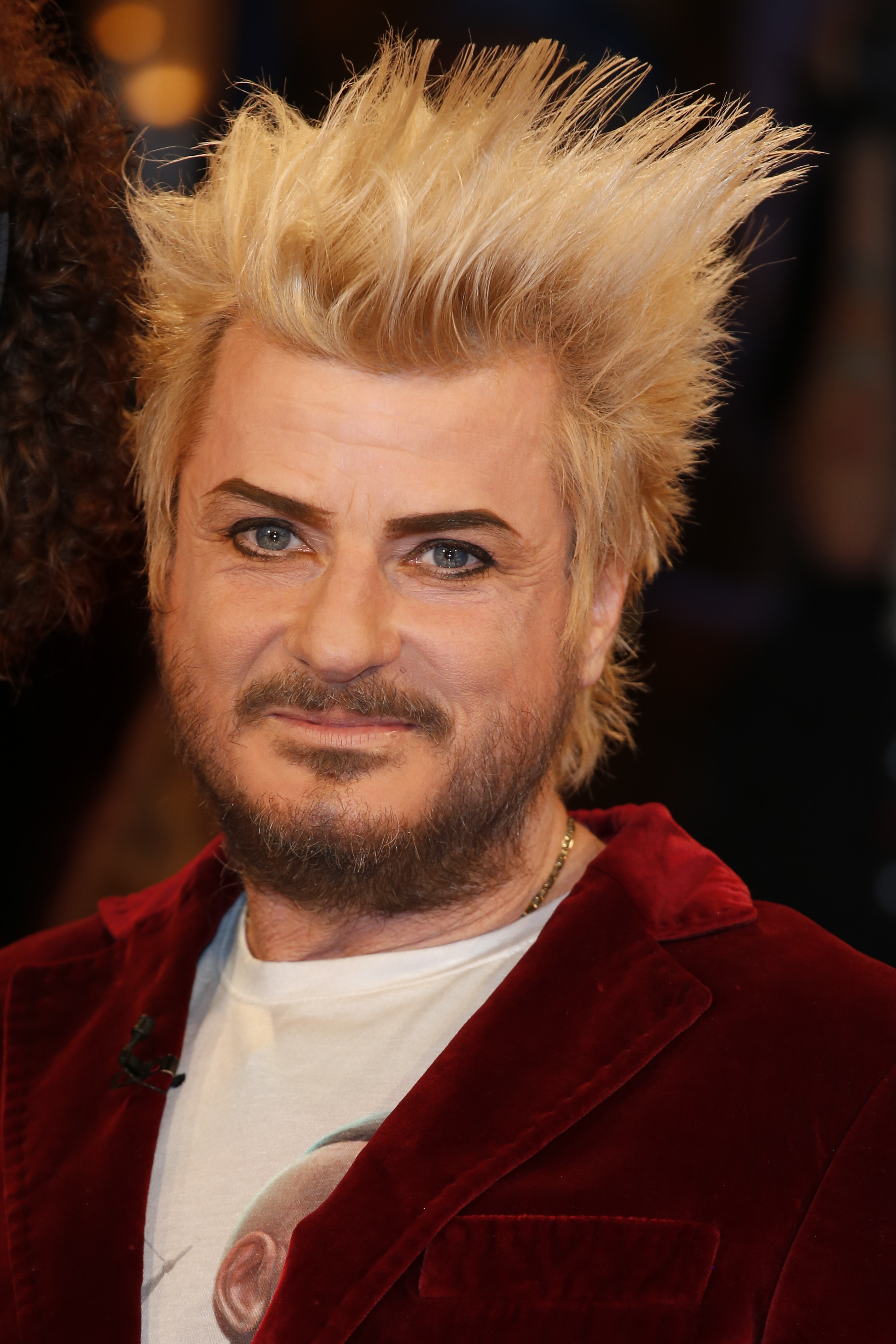
Kay Ray bei der NDR Talk Show, 2016

Kay Ray (* 12. September 1965 in Georgsmarienhütte, bürgerlich Kai David) ist ein deutscher Kabarettist und Entertainer.

## Leben
Geboren als Kai Lüdtke, erlernte er den Beruf des Friseurs und arbeitete in Osnabrück. Nach seinem Umzug nach Hamburg arbeitete er dort zunächst für sechs Jahre beim Pulverfass Cabaret und präsentierte dort 1996 sein erstes Soloprogramm. Kay Rays Programme zeigen Schwarzen Humor. Er erzählt Geschichten aus „seinem Leben“ oder berichtet über Menschen, die ihm begegnet sind oder die er kennt. In seinen Shows trägt er Lieder von Pop-Größen wie Milva oder Billy Joel vor, ändert dabei jedoch oft Teile des Textes ab. Homosexualität ist auch ein großer Teil seiner Programme, jedoch nicht das Hauptthema seiner Auftritte.
Kay Ray trat mit seiner Show „Late Night“ im Schmidts Tivoli in Hamburg auf und wechselte 2015 mit seiner Late Night Show ins Gruenspan in Hamburg, nur wenige Meter vom Schmidts Tivoli entfernt. Weitere Auftritte mit seiner Soloshow hatte er bei der Kleinkunstbühne Die Wühlmäuse, dem Kulturzentrum Eichberg im Rheingau, dem Café Hahn in Koblenz und dem Pantheon-Theater in Bonn. Er war in Kleinkunst-Fernsehshows wie Roglers rasendes Kabarett: Pfanntastisch und beim 3sat Festival zu sehen. Im Jahr 2005 trat er beim Open-Flair-Festival auf. Er war auch häufiger professionell an Bord der AIDA-Flotte. Außerdem war Kay Ray schon häufig beim Fantasypride zu Gast, einer seit 2004 jährlich stattfindenden Veranstaltung im Phantasialand.

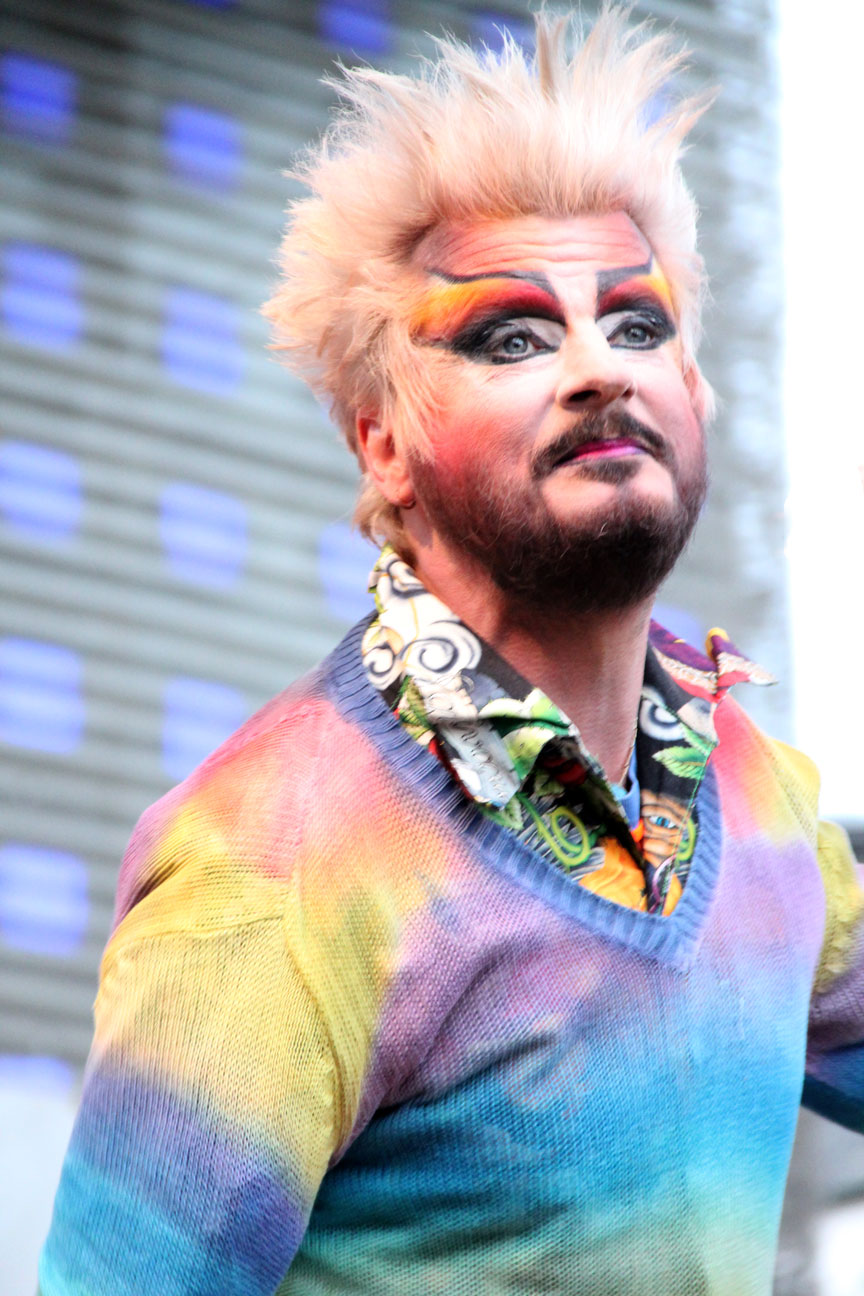
Kay Ray auf dem Spielbudenplatz 2011

Kay Ray bezeichnete sich einst als „Schwulen Edding“, ist allerdings tatsächlich bisexuell. Er war 12 Jahre lang mit einem Mann liiert. Seit August 2010 ist er mit einer Frau zusammen, mit der er mittlerweile verheiratet ist und seit 2011 eine gemeinsame Tochter hat.
Die Zusammenarbeit mit Schmidts Tivoli wurde Ende November 2020 vonseiten des Tivoli aufgrund Beschwerden wegen seiner Ausdrucksweise auf der Bühne beendet. Von Februar 2021 bis nach Februar 2024 moderierte er das Magazin Kay Ray darf alles auf dem kostenpflichtigen Portal Massengeschmack-TV. Am 11. Juli 2024 wurde ein Pilot für seine neue Show Kay Ray's Schnittshow veröffentlicht.
Zusammen mit Borris Brandt ist er seit Sommer 2022 in dem Podcast Schönes Wochenende! regelmäßig auf Sendung.

## CDs und DVDs
- CD So ein Mann – So ein Man (Single)
- CD Emerge (Kay Ray & The Spacecakes)
- DVD Haarscharf vom Friseur zum Weltstar
- CD War das Alles? Kay Ray feat. Candy Race 2011
- CD Acoustic EP (Kay Ray Band) 2014
- CD Mauerwerk (Kay Ray & Falk Effenberger)

## Preise und Auszeichnungen
- 2005: Koblenzer Gaukler- und Kleinkunstfestival, Sonderpreis „Der Goldene Arsch mit Ohren“
- 2005: Kleinkunstpreis St. Ingberter Pfanne
- 2006: Prix Pantheon (Fernseh- und Hörfunkpublikumspreis), Kategorie Klotzen & Glotzen
- 2006: Publikumspreis der Tuttlinger Krähe
- 2019: Lorscher Abt
- 2019: Bremer Comedypreis